# Шмидт, Пауль (изобретатель)
Па́уль Шмидт (нем. Paul Schmidt, 11 мая 1868 года — 4 августа 1948 года) — немецкий изобретатель и предприниматель в области электротехники, основатель фирмы DAIMON.

## Биография
Пауль Шмидт родился 11 мая 1868 года в доме № 5 по улице Фридрихштрассе (нем. Friedrichstraße) в семье железнодорожного рабочего в небольшом немецком городке Кётен, где он проводит своё детство и юношеские годы, обучается слесарному делу и женится. 
После переезда в Берлин в 1891 году Шмидт работает механиком, организовывает ремонтную мастерскую и одновременно пытается создать переносную сухую гальваническую батарею, экспериментируя с различными материалами, которые могли бы связать электролит в ней: опилки, желатин, гипс, пока не приходит к мысли применить для этой цели пшеничную муку. Полученный патент Шмидт передает в пользование компании Hydra-Werke Krayn & König, где некоторое время работает руководителем предприятия, а позднее организовывает свою собственную фирму, которая производит в день до 8 тыс. батарей, часть которых находит применение в России для питания током телефонной сети. 
Позднее на основании нового патента Пауля Шмидта начат выпуск "плоских" батареек и  ручных фонариков DAIMON, которые продавались в более чем 50 странах мира, а так же прожекторов, вентиляторов и динамо-машин, ламп для велосипедов и лодок. Финансовое положение Шмидта настолько улучшается, что в 1910 он приобретает в собственность замок Хоэншёнхаузен, где и проживает со своею семьёй почти 20 лет. 
Во время первой мировой войны многочисленная продукция компании поставляется на нужды германской армии, а с 1924 года Шмидт начинает производство радиоприёмников и деталей к ним. Однако здесь предпринимательское чутьё подводит  изобретателя: выпускаемые его фирмой приёмники оказываются слишком дорогими и едва продаются, компания делает убытки в полмиллиона рейхсмарок, и в 1929 году он вынужден продать одному из своих конкурентов — английской компании Ever  Ready — 2/3 активов фирмы и практически отходит от дел, передав управление ими своим сыновьям. 
Новый удар судьбы настигает Пауля Шмидта в 1943 году, в день его золотой свадьбы: при авианалёте союзников полностью разрушен его жилой дом, а так же здание его первой фабрики в Веддинге. 4 августа 1948 года Пауль Шмидт, к тому времени полностью обедневший, в возрасте 80 лет умирает в Берлине.
В 2010 году на немецких телеканалах ARD и SWR Fernsehen был показан документальный фильм о Пауле Шмидте Die Taschenlampe des Herrn Schmidt, а спустя 6 лет в замке Хоэншёнхаузен в память об изобретателе и бывшем владельце поместья открыт постоянный музей.

## Изобретения
Некоторые из почти 50 изобретений Пауля Шмидта:
- 19 марта 1896 года — гальванический элемент с запасом жидкости (нем. Galvanisches Trockenelement mit Flüssigkeitsvorrat). Заложены до сих пор действующие стандартные размеры (14,5 мм на 50,5 мм) для так называемых пальчиковых батареек.
- 4 марта 1906 года — электрический ручной фонарь (нем. Elektrische Taschenlaterne)
- 27 февраля 1937 года — запатентовано как товарный знак название ручного фонаря Handy (ныне это разговорное, употребительное в немецкоязычных странах, название мобильных телефонов)[14].

## Предпринимательская деятельность

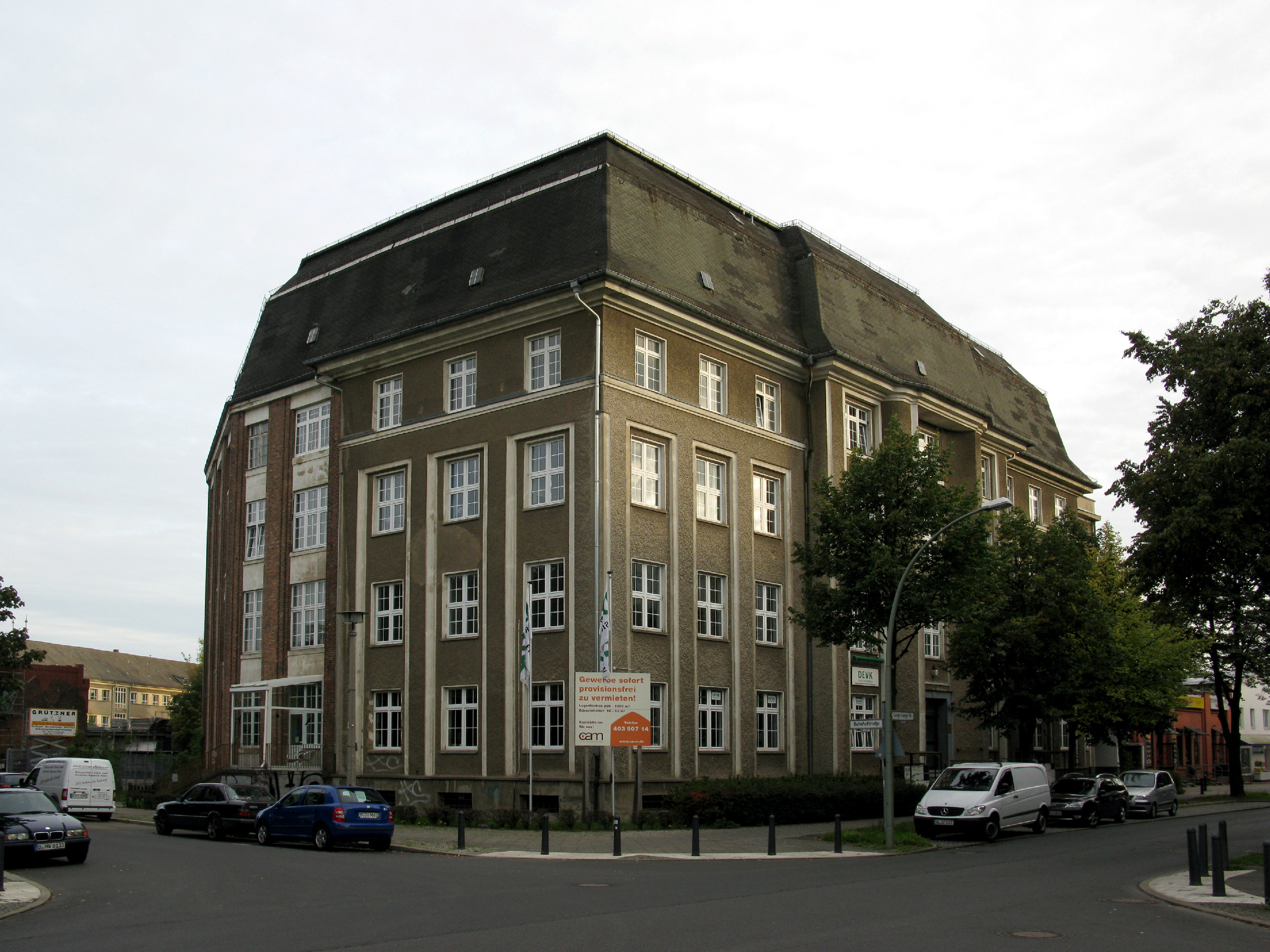
Бывшая фабрика DAIMON по производству радиодеталей в Хоэншёнхаузене

Некоторые вехи предпринимательской деятельности Пауля Шмидта:
- 1896 год — в Берлине организована собственная ремонтная мастерская Elektrotechnische Anstalt Paul Schmidt
- 1900 год — в Берлине основана собственная фирма Elektrotechnische Fabrik Schmidt & Co.
- 1903 год — открыто производство в берлинском районе Веддинг
- 1904 год — в целях маркетинга фирма и вся её продукция получает имя DAIMON (в переводе с греческого: Дух, божество)[15]
- 1921 год — открыт завод в Кёльне
- 1922 год — открыт завод в Хоэншёнхаузене
- 1923 год — открыт завод в Данциге
- 1927 год — открыт завод в Течене
- 1936 год — открыт завод в Арнштадте (ныне Taschenlampenwerk ARTAS GmbH)[16].

После смерти Пауля Шмидта фирма DAIMON продолжила своё производство на заводе в Кёльне и в 1983 году была приобретена компанией Duracell, к которой отошли все права на его патенты.

## Галерея

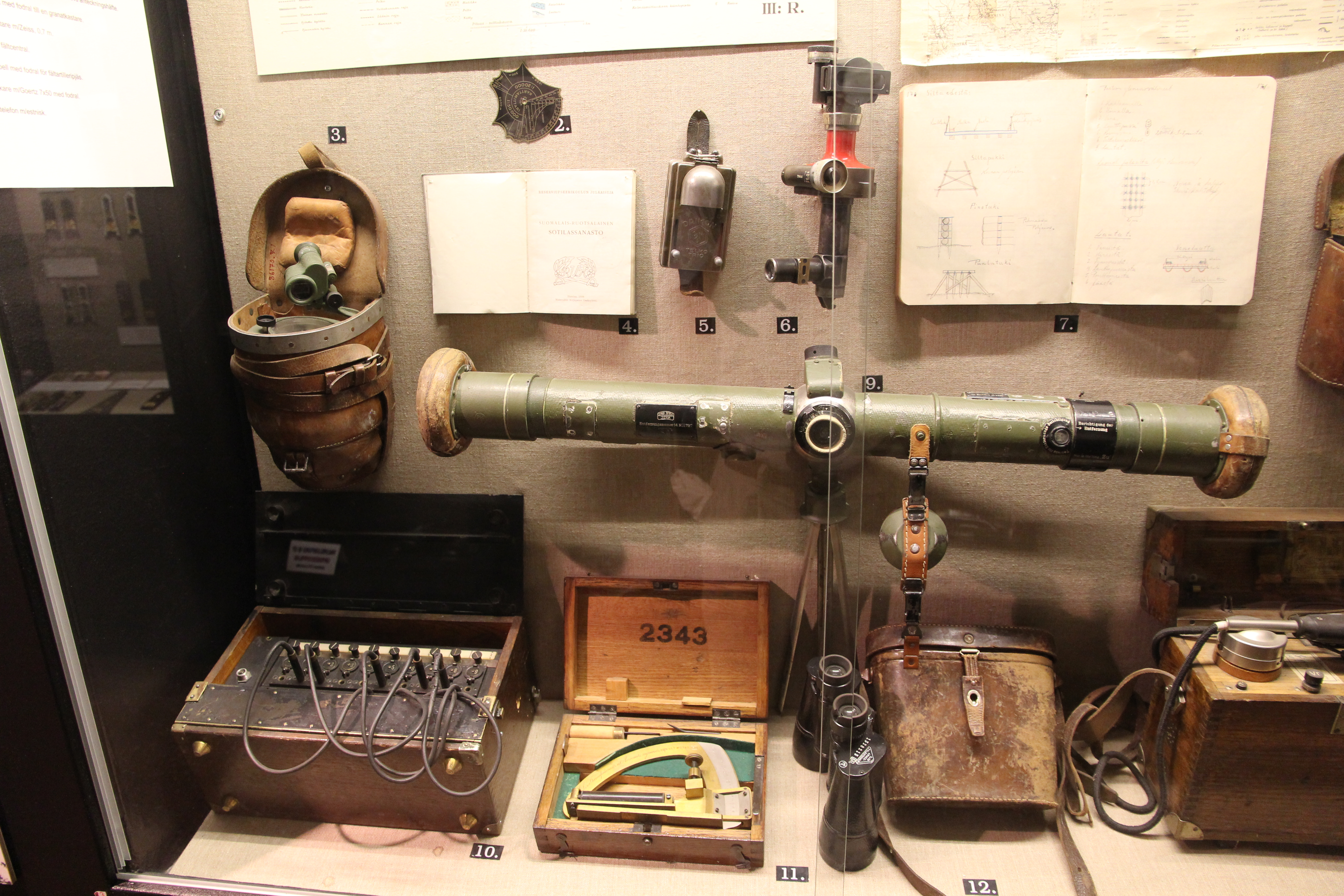
Ручной фонарь DAIMON (экспонат № 5, 1930-е годы)
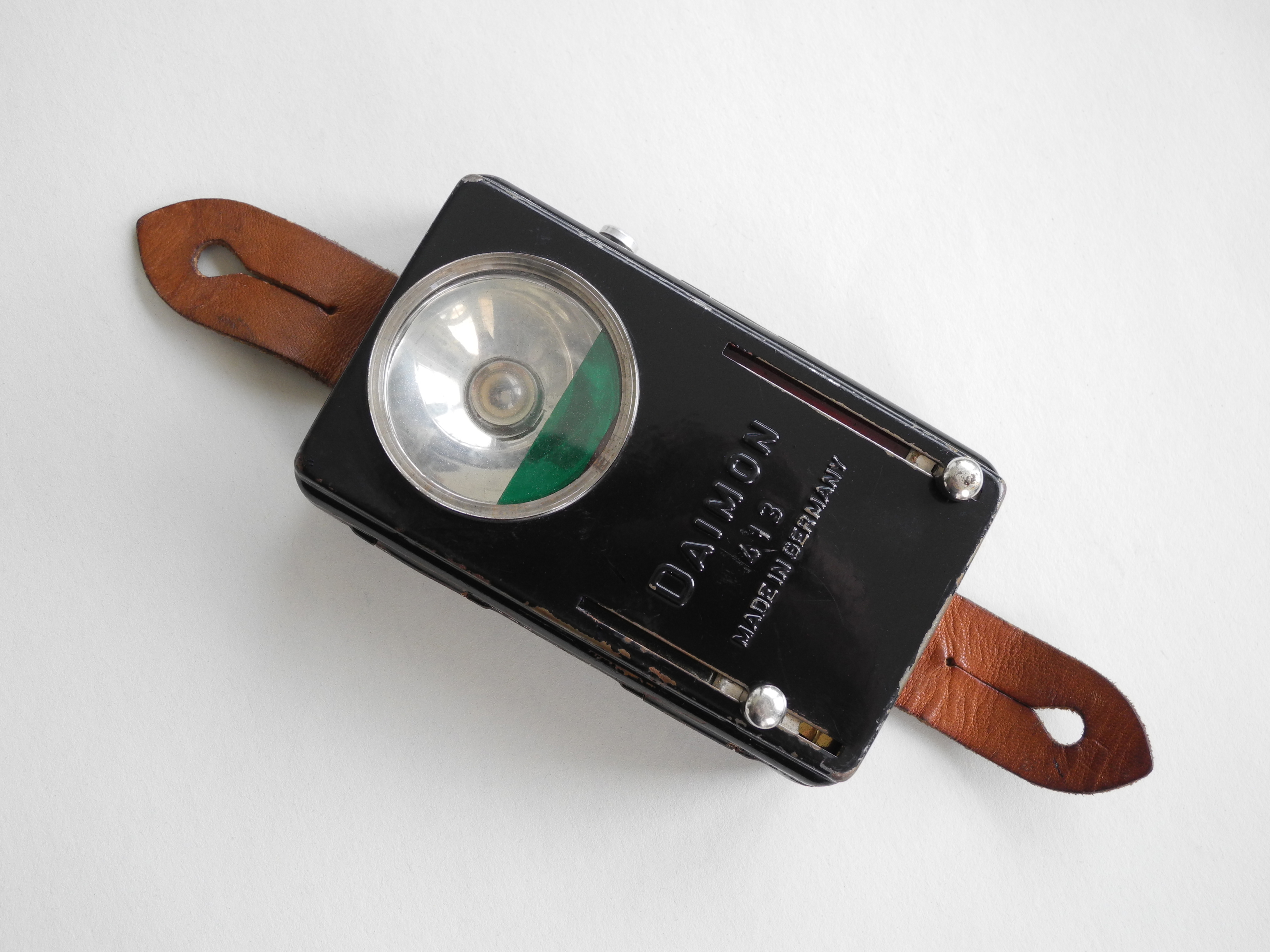
Полицейская сигнальная лампа DAIMON (1980-е годы)
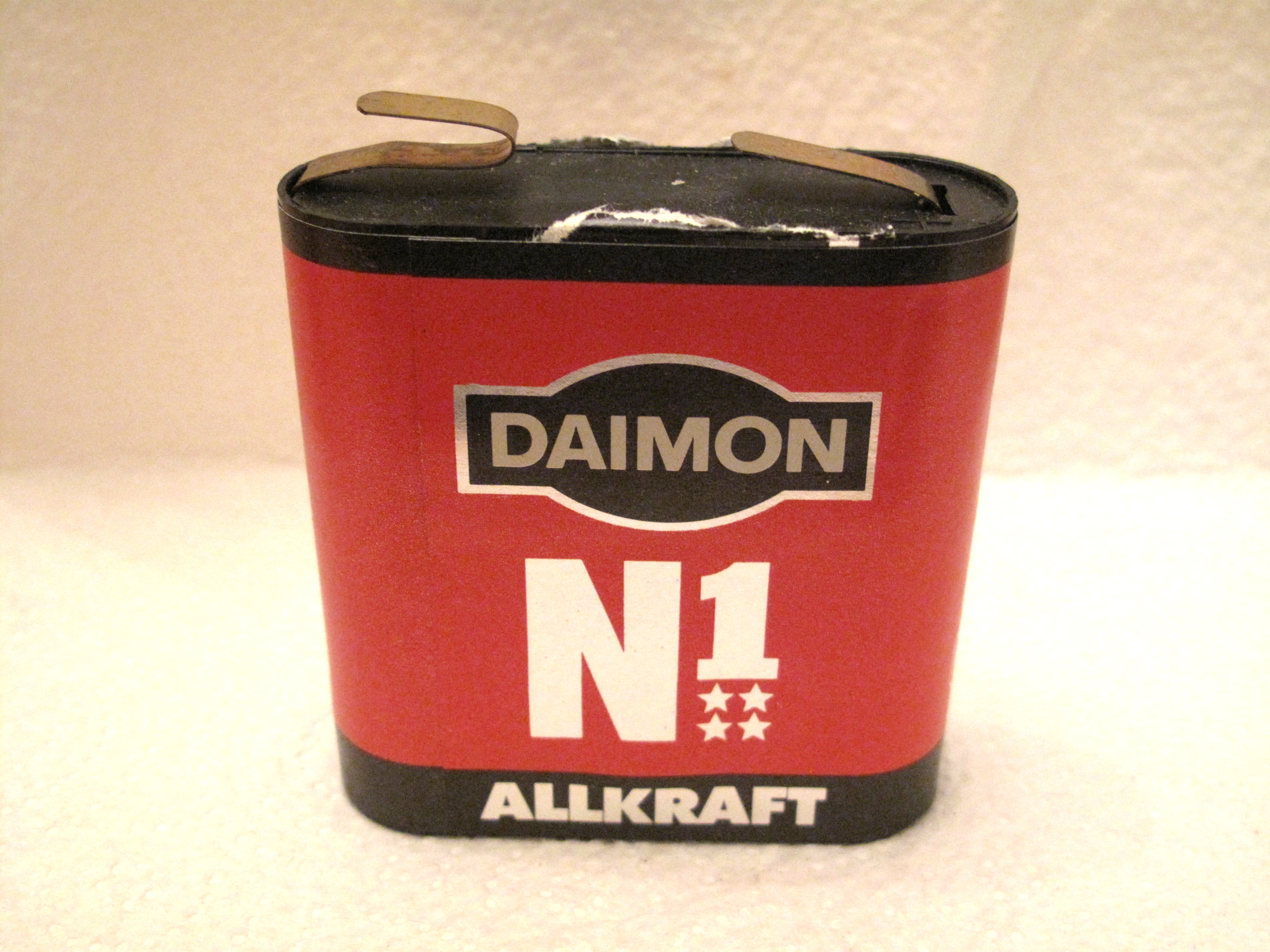
Плоская батарея DAIMON (1980-е годы)
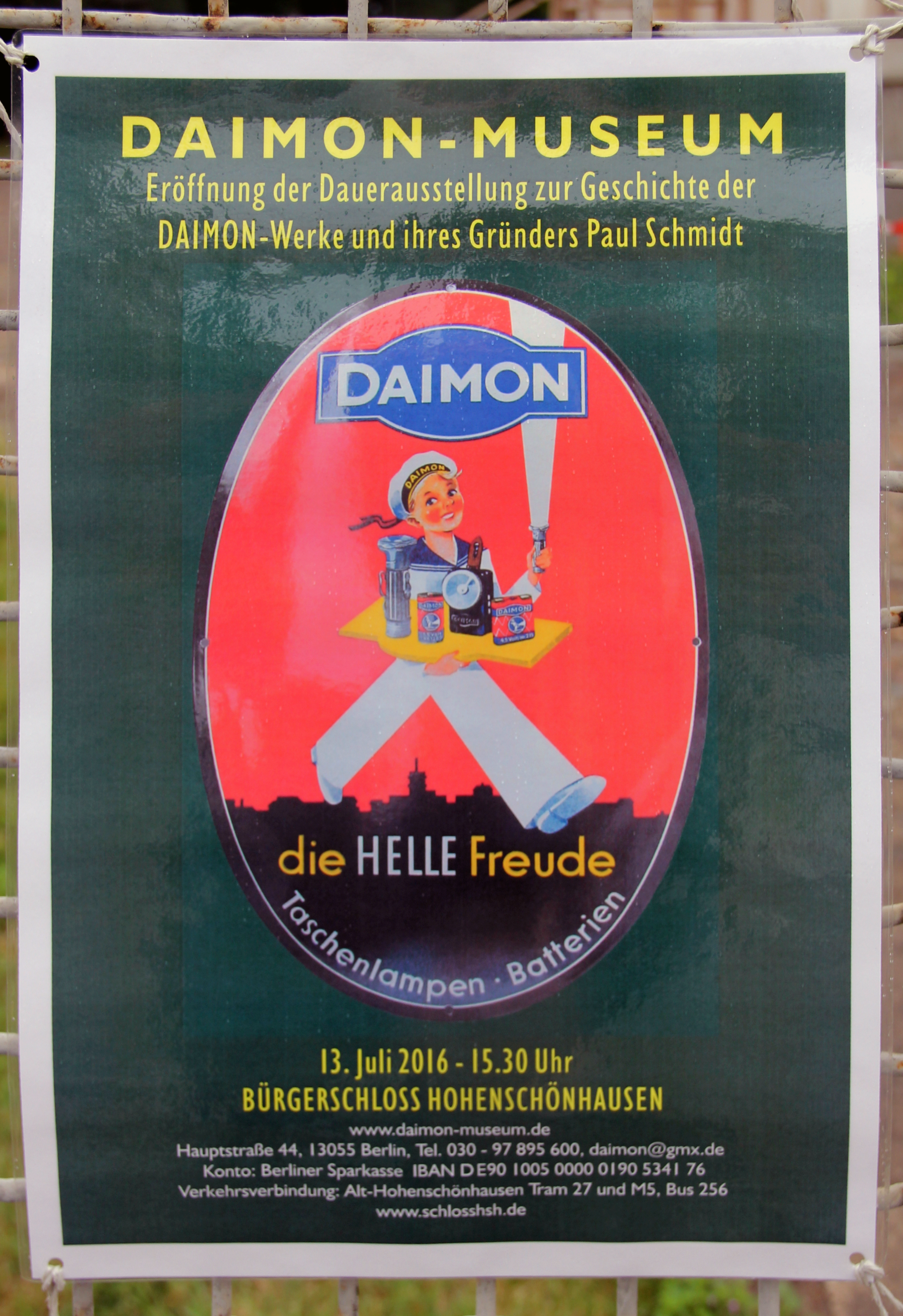
Плакат к открытию музея Пауля Шмидта